# 台湾総督府内務局
台湾総督府内務局（たいわんそうとくふないむきょく）は、台湾総督府に置かれた内部部局。主に地方行政の担当部門である。名称は、内務部、総務局、内務局、地方部などと変遷した。

## 概要
1895年（明治28年）5月、台湾総督府が設置され、その民政局に内務部が設置された。これが内務局の嚆矢である。1897年（明治30年）11月、内務部が廃止された。
1901年（明治34年）11月、民政部に総務局が設置された。1909年（明治42年）10月、総務局を内務局に改編。1911年（明治44年）10月、内務局を廃止し地方部を設置した。1919年（大正8年）6月、地方部が廃止され再度、内務局が設置された。
1942年（昭和17年）11月、内務局を総務局に改編したが、1943年（昭和18年）12月、行政組織の整理により総務局を廃止し、その業務を総督官房と新設の鉱工局へ移管した。

## 沿革
- 1895年（明治28年）
  - 5月 - 台湾総督府民政局に内務部を設置。庶務課、警保課、土木課を置く[1]。
  - 8月 - 庶務課、逓信課、警保課、土木課の四課となる。
- 1896年（明治29年） - 県治課、警保課、監獄課の三課となる。
- 1897年（明治30年）11月 - 内務部が廃止され[2]、民政局に県治課、警保課などを置く。
- 1898年（明治31年）6月 - 民政局が民政部となる。
- 1901年（明治34年）11月 - 民政部に総務局を設置[3]。外事課、地方課、法務課、学務課、図書編修官を置く。
- 1909年（明治42年）10月 - 総務局を内務局に改編し[4]、庶務課、地方課、警察課、法務課、学務課、衛生課を置く。
- 1911年（明治44年）10月 - 内務局を廃止し地方部を設置[5]。地方課、地理課を置く。
- 1919年（大正8年） - 地方課、地理課、社寺課の三課となる。
  - 6月 - 地方部・学務部が廃止され内務局を設置[6]。社寺課、地方課、学務課、編修課、地理課を置く。
  - 8月 - 民政部が廃止され、台湾総督府内務局となる[7]。
- 1920年（大正9年）9月 - 社寺課、州庁課、市街庄課、学務課、編修課、地理課の六課となる。
- 1924年（大正13年）12月 - 土木課、地方課、文教課の三課となる。測候所を所掌する[8]。
- 1926年（大正15年）10月 - 文教課が独立し文教局を設置[9]。
- 1931年（昭和6年） - この年の設置課は、地方課、地理課、土木課の三課。
- 1941年（昭和16年） - この年の設置課は、地方課、地理課、土木課、兵事防空課の四課。
- 1942年（昭和17年）11月 - 内務局を総務局に改編し[10]、総務課、審議室、地方課、物資動員課、労政課、統計課を置く。
- 1943年（昭和18年）12月 - 行政機構の整理により総務局を廃止[11]。

## 機構
最終の組織
- 総務局
  - 総務課、審議室、地方課、物資動員課、労政課、統計課

## 歴代局長・部長
| 氏名                     | 在任期間                       | 備考                     |
| 台湾総督府民政局内務部長 | 台湾総督府民政局内務部長       | 台湾総督府民政局内務部長 |
| ------------------------ | ------------------------------ | ------------------------ |
| 牧朴真                   | 1895年5月21日 - 1895年8月6日   | 心得                     |
| 牧朴真                   | 1895年8月6日 -                 |                          |
| 古荘嘉門                 | 1896年4月1日 - 1897年4月7日    |                          |
| 杉村濬                   | 1897年4月9日 -                 |                          |
| （1897.11.1内務部廃止）  |                                |                          |
| 台湾総督府民政部総務局長 |                                |                          |
| 石塚英蔵                 | 1901年11月11日 - 1905年8月2日  |                          |
| 中村是公                 | 1905年8月2日 - 1906年11月26日  | 兼務                     |
| 持地六三郎               | 1906年11月26日 - 1907年4月1日  | 心得                     |
| 大島久満次               | 1907年4月1日 - 1908年7月23日   | 兼務                     |
| 山田新一郎               | 1908年7月23日 - 1909年10月24日 |                          |
| 台湾総督府民政部内務局長 |                                |                          |
| 川村竹治                 | 1909年10月25日 - 1910年9月15日 |                          |
| 亀山理平太               | 1910年9月15日 - 1911年10月16日 |                          |
| 台湾総督府民政部地方部長 |                                |                          |
| 亀山理平太               | 1911年10月16日 - 1913年7月1日  | 兼務                     |
| 楠正秋                   | 1913年7月1日 - 1914年11月2日   |                          |
| 井村大吉                 | 1914年11月2日 - 1915年3月20日  | （田中芳男の娘婿）       |
| 広瀬吉郎                 | 1915年3月20日 - 1916年3月22日  |                          |
| 楠正秋                   | 1916年3月22日 - 1916年7月31日  | 兼務・事務取扱           |
| 楠正秋                   | 1916年7月31日 - 1919年6月28日  |                          |
| 台湾総督府民政部内務局長 |                                |                          |
| 川崎卓吉                 | 1919年6月28日 - 1919年8月20日  |                          |
| 台湾総督府内務局長       |                                |                          |
| 川崎卓吉                 | 1919年8月20日 - 1920年11月25日 |                          |
| 末松偕一郎               | 1920年11月25日 - 1922年11月3日 |                          |
| 賀来佐賀太郎             | 1922年11月3日 - 1922年11月27日 | 心得                     |
| 相賀照郷                 | 1922年11月27日 - 1924年10月2日 |                          |
| 木下信                   | 1924年10月2日 - 1927年4月13日  |                          |
| 豊田勝蔵                 | 1927年7月27日 - 1929年8月10日  |                          |
| 石黒英彦                 | 1929年8月10日 - 1931年5月5日   |                          |
| 小栗一雄                 | 1931年5月5日 - 1932年3月8日    |                          |
| 小浜浄鉱                 | 1932年3月8日 - 1936年10月16日  |                          |
| 山縣三郎                 | 1936年10月16日 - 1940年4月9日  |                          |
| 石井龍猪                 | 1940年5月25日 - 1941年5月14日  |                          |
| 森部隆                   | 1941年5月14日 - 1942年11月1日  |                          |
| 台湾総督府総務局長       |                                |                          |
| 森部隆                   | 1942年11月1日 - 1943年12月1日  |                          |